# Aleksei Sàvitx
Aleksei Nikolaevitx Sàvitx (en rus: Алексе́й Никола́евич Са́вич) (9 de març de 1810, Pushkarivka, Ucraïna, Imperi Rus – 1883) fou un astrònom rus acadèmic de l'Acadèmia Imperial de Ciències des del 1862.
El 1829 es graduà a la Universitat Imperial de Moscou i el 1833 obtingué un màster en astronomia per la seva obra "Sobre diferents maneres de determinar la longitud i la latitud dels llocs". Amplià estudis a la Universitat de Tartu, Estònia, amb Friedrich G. W. von Struve, on obtingué una àmplia informació sobre l'astronomia pràctica i l'experiència d'un excel·lent observador.
Entre 1836 i 1838 participà juntament amb E.E. Sabler i E.N. Fuss al Caucas en els treballs d'anivellament dels 879 quilòmetres que separen la mar Càspia i la mar Negra, determinant que la Mar Càspia es troba a més de 20 metres per sota de la Mar Negra. Aquest treball li proporcionà material per a una tesi doctoral, així com per a la derivació de fórmules utilitzades per calcular la refracció de la llum a l'atmosfera terrestre.
A finals de 1839 la Universitat Imperial de Sant Petersburg el contractà com a professor del departament d'astronomia i de geodèsia superior. També va ensenyar astronomia a la Marina Naval Cadet, Nikolaev Naval Academy. En els darrers anys de la seva vida fou professor a l'Acadèmia Nikolaev de l'Estat Major.
Enterrat a Sant Petersburg a Cementiri Luterà de Smolensk.